# Козаріг
Козаріг (англ. Cesaring, Cozarig) — назва династії гуно-болгарських правителів «землі Кедар» (Бесарабія).
Також це ім'я пов'язують з правителем Санділом, другим сином Ернака (третього сина Аттили). Від цього імені було названо гунське плем'я кутригурів (англ. Kozarigur Huns), тоді як за іменем другого сина Ернака — Утігура отримали назву утигурські булгари (англ. Utigur Bulgars). Деякі дослідники виводять цю назві від слов'янських мов[хто саме?].
Відповідно до «англ. Bar Hebraeus» і хронік Михайла Сіріна, це було ім'я одного з трьох братів, які прийшли з гір Імаон (Памір, Гіндукуш, Тянь-Шань) в Азії правити гуннськими племенами у Східній Європі близько в 583 р. З іменем Козаріг деякі історики пов'язують також й назву хозари. Брат Санділа, Булгар (англ. Bulgarios) з 10000 людьми відвоював Дакію від імператора Маврикія (582—602 рр.).
Є версії, що ці троє братів були уари з Хорезму, що очолювали племена, які прийшли до Європи в попереднє десятиліття перед аварським каганом Кандиком. Таким чином, це ім'я можна ототожнити з Санділом, отже Козаріг правив аварсько-гунськими племенами, що перебували у Кубанському степу[джерело?].
Також це ім'я може відноситись до часів правління Худбарда, коли серед оногурів почалась громадянська війна. Ім'я Козаріг було дано одному з синів кагана Худбарда, який після суперечки зі своїм братом Батбаяном, віддав йому в правління одне з племен болгар.
У 630-х роках, 9000 кутригурів втекли до Паннонії та Італії в результаті війни кагана Худбарта з аварами. Нарешті правитель аварів Менуморут (англ. Menumorut), як кажуть, був дружнім по відношенню до кутригурів в Угорщині, але після його правління це ім'я зникає.